# Pachydactylus weberi
Pachydactylus weberi är en ödleart som beskrevs av  Roux 1907. Pachydactylus weberi ingår i släktet Pachydactylus och familjen geckoödlor. Inga underarter finns listade i Catalogue of Life.